# Superpuchar Cypru w piłce siatkowej mężczyzn (2021)
Superpuchar Cypru w piłce siatkowej mężczyzn 2021 – 28. edycja rozgrywek o Superpuchar Cypru zorganizowana przez Cypryjski Związek Piłki Siatkowej, rozegrana 15 października 2021 roku w Centrum Sportu Kition w Larnace. W meczu o Superpuchar udział wzięły dwa kluby: mistrz i zdobywca Pucharu Cypru w sezonie 2020/2021 – Omonia Nikozja oraz finalista Pucharu Cypru w tym sezonie – Enosis Neon Paralimni.
Po raz siódmy zdobywcą Superpucharu Cypru została Omonia Nikozja.
Mecz poświęcony był pamięci Uraniosa Joanidisa – byłego ministra edukacji i kultury (1999-2003) oraz przewodniczącego Cypryjskiego Komitetu Olimpijskiego (2008-2016).

## Drużyny uczestniczące
| Drużyna               | Osiągnięcia w sezonie 2020/2021      |
| --------------------- | ------------------------------------ |
| Omonia Nikozja        | mistrzostwo i zdobycie Pucharu Cypru |
| Enosis Neon Paralimni | finał Pucharu Cypru                  |

## Mecz
Piątek, 15 października 2021
20:00 (UTC+03:00) – Centrum Sportu Kition, Larnaka
Widzów: 135
Czas trwania meczu: 85 minut
Sędziowie: Andreas Konstandinidis i Memnon Andorkas
| Poz.                 | Nr | Zawodnik                | 1 | 2 | 3 | 4 | 5 |
| -------------------- | -- | ----------------------- | - | - | - | - | - |
| A                    | 7  | Nikolaos Elefteriu      |   |   |   |   |   |
| P                    | 8  | Evandro Dias De Souza   |   |   |   |   |   |
| P                    | 10 | Dmitrij Leontjew        |   |   |   |   |   |
| Ś                    | 11 | Christos Prodromu       |   |   |   |   |   |
| Ś                    | 12 | Angelos Aleksiu         |   |   |   |   |   |
| R                    | 18 | Marin Lescov            |   |   |   |   |   |
| L                    | 15 | Marinos Papachristodulu | L | L | L |   |   |
| Nie weszli na boisko |    |                         |   |   |   |   |   |
| A                    | 1  | Achileas Petrakidis     |   |   |   |   |   |
| Ś                    | 3  | Sotiris Petrakidis      |   |   |   |   |   |
| R                    | 9  | Andonis Mawromatis      |   |   |   |   |   |
| P                    | 13 | Michalis Loizu          |   |   |   |   |   |
| P                    | 14 | Nikos Fautas            |   |   |   |   |   |
| Trener               |    |                         |   |   |   |   |   |
| Sawas Sawa           |    |                         |   |   |   |   |   |

| Poz.                 | Nr | Zawodnik                     | 1 | 2 | 3 | 4 | 5 |
| -------------------- | -- | ---------------------------- | - | - | - | - | - |
| Ś                    | 1  | Andreas Papandreu            |   |   |   |   |   |
| R                    | 2  | Tanos Marulis                |   |   |   |   |   |
| Ś                    | 6  | Konstandinos Jakowu          |   |   |   |   |   |
| A                    | 7  | Jawriil Jeorjiu              |   |   |   |   |   |
| P                    | 10 | Muryllo Coutinho             |   |   |   |   |   |
| P                    | 11 | Mauricio Vieyto              |   |   |   |   |   |
| L                    | 3  | Kanaris Papas                | L | L | L |   |   |
| Zmiany               |    |                              |   |   |   |   |   |
| P                    | 9  | Odiseas Sawidis              |   |   |   |   |   |
| Nie weszli na boisko |    |                              |   |   |   |   |   |
| L                    | 5  | Jiorgos Elefteriu            |   |   |   |   |   |
| R                    | 8  | Konstandinos Papakonstandinu |   |   |   |   |   |
| Ś                    | 13 | Matteos Awerkiu              |   |   |   |   |   |
| Ś                    | 14 | Kiprianos Sarandis           |   |   |   |   |   |
| P                    | 15 | Andreas Siokuros             |   |   |   |   |   |
| R                    | 16 | Dimitris Karkidis            |   |   |   |   |   |
| Trener               |    |                              |   |   |   |   |   |
| Dimitris Markakis    |    |                              |   |   |   |   |   |

## Ustawienie wyjściowe drużyn
| Lescov Evandro Aleksiu Elefteriu Leontjew Prodromu Papachristodulu Coutinho Jakowu Marulis Vieyto Papandreu Jeorjiu Papas |